# Обект на желание
„Обект на желание“ (на английски: The Object of My Affection) е американска романтична комедийна драма от 1998 г. на режисьора Никълъс Хитнър, и участват Дженифър Анистън и Пол Ръд. Филмът е адаптация по едноименния роман на Стивън Макколи и сценарият е написан от Уенди Уасърщайн. Той е заснет през 1997 г. в различни места, които включват Ню Йорк Сити, Ню Джърси и Кънектикът. Премиерата на филма е на 17 април 1998 г. и получава смесени отзиви от критиците.